# Cochrane (netwerk)

logo

Cochrane is een internationaal netwerk van personen die in de gezondheidszorg werken of medisch onderzoek doen. Het netwerk heeft als doel de  medische onderzoeksresultaten beschikbaar te stellen, zodat artsen en verpleegkundigen die in de dagelijkse praktijk bij het nemen van hun beslissingen kunnen gebruiken. Het netwerk, voorheen bekend onder de naam The Cochrane Collaboration, werd in 1993 in Oxford opgericht en telde in 2018 ruim 11.000 leden en meer dan 30.000 medewerkers uit meer dan 130 landen.
Cochrane is een non-profitorganisatie, die om belangenvermenging te vermijden geen commerciële sponsoring accepteert.

## Logo
Het logo van Cochrane illustreert de resultaten van het systematische onderzoek. Iedere horizontale lijn beschrijft de resultaten van een enkele studie. De diamant aan de onderzijde staat voor het gecombineerde effect van alle studies. De verticale lijn geeft het punt van ‘geen effect’ aan. Het logo komt van een onderzoek naar het effect van corticosteroïden voor vrouwen die te vroeg bevallen van hun kind. De corticosteroïden zouden de longen van de kinderen laten rijpen en hun overlevingskansen verhogen. De diamant staat aan de linkerzijde van het figuur en raakt de lijn van ‘geen effect’ niet, wat betekent dat corticosteroïden de overlevingskansen van kinderen verhogen.
De resultaten van deze review kunnen de gezondheidszorg verbeteren. Hoewel uit afzonderlijke studies al wel bleek dat corticosteroïden effectief waren, werd het nog onvoldoende toegepast door artsen. Het systematisch uitgevoerde onderzoek, met de eerste publicatie in 1996 en later bijgewerkt heeft bijgedragen tot een toename in het gebruik van dit geneesmiddel. Hiermee zijn mogelijk heel veel baby’s gered.

## Publicaties
De publicaties van het Cochrane-netwerk evalueren medisch-wetenschappelijk onderzoek op basis van wetenschappelijk bewijs, met onder meer analyses van gecontroleerde klinische onderzoeken. De Cochrane-reviews staan wereldwijd hoog aangeschreven.
Het Cochrane Wikipedia Project is bedoeld om Engelstalige Cochrane-artikelen te koppelen aan artikelen op de Wikipedia, die niet in het Engels zijn, en zo aan de Wikipedia bij te dragen. Het Nederlandstalige project werd in september 2019 door Cochrane Belgium gestart in samenspraak met en onder toezicht van het Belgische Centrum voor Evidence-Based Medicine.

## Websites
- Officiële website
- The future of evidence synthesis in Cochrane.